# 邨田丹陵

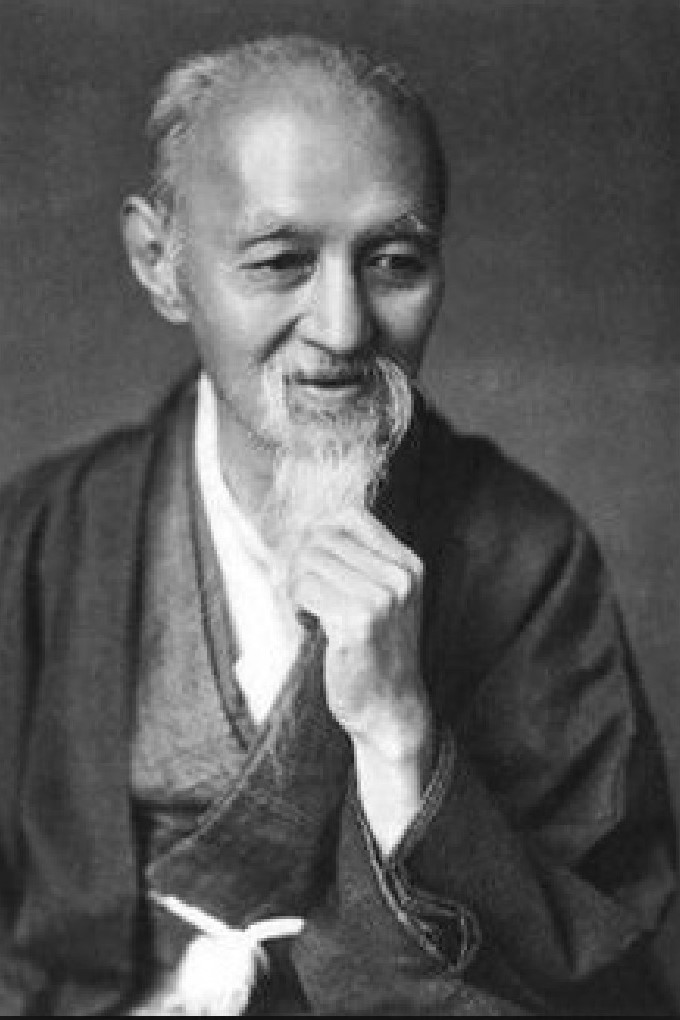
邨田丹陵

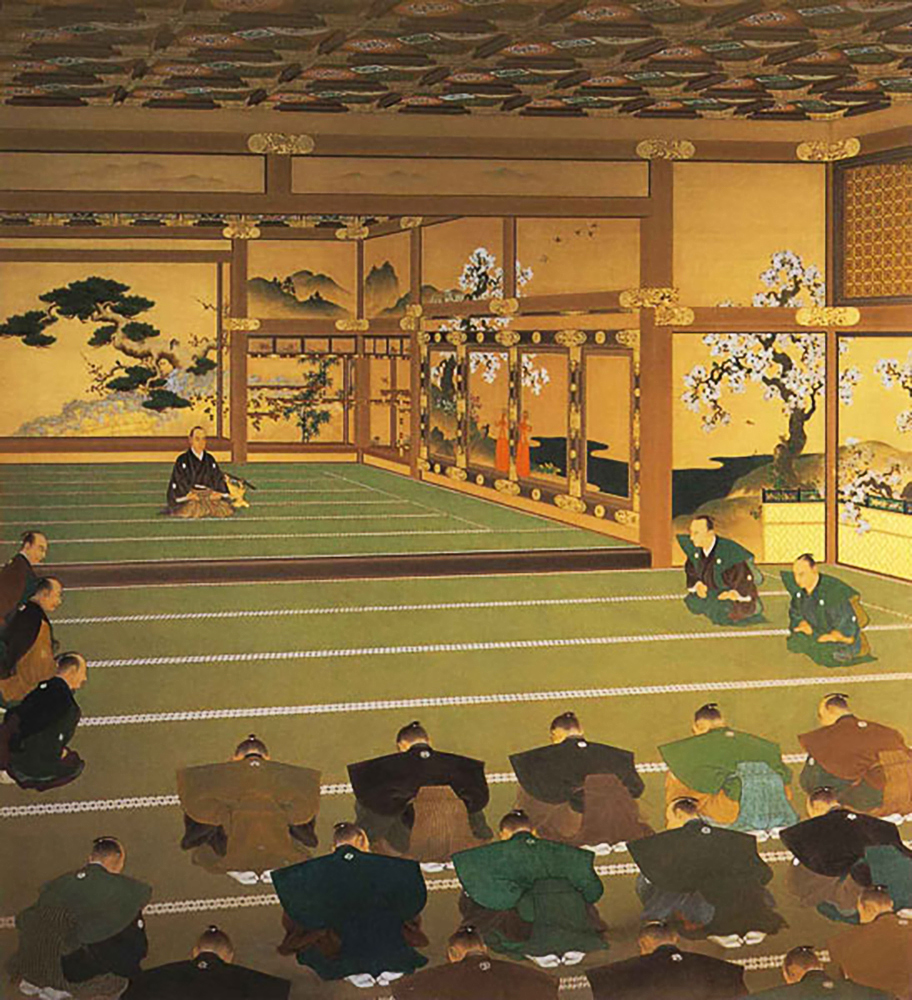
代表作の『大政奉還』（聖徳記念絵画館所蔵）

邨田 丹陵（むらた たんりょう、1872年8月23日（明治5年7月20日） - 1940年（昭和15年）1月27日）は、日本画家。本名は邨田 竧（ただし）。

## 経歴
東京府出身。父は田安徳川家家臣・村田直景。歴史画家として有名である。日本美術院・特別賛助員。作品に『大政奉還』（所蔵：聖徳記念絵画館）、『富士巻狩図（ふじのまきかりず）』（所蔵：金刀比羅宮書院）がある。吉沢素山に学び、のち川辺御楯のもとで土佐派を学ぶ。丹陵の弟子には、アメリカで有名になった画家小圃千浦（カリフォルニア大学バークレー校名誉教授・瑞宝章受章者）がいる。小圃千浦の書に師（丹陵）の教えが記述されている一冊の本があり、丹陵の驚くべき描写力を示す土佐派の心と筆の真髄が書きとめられている。

## 関連人物
- 横山大観
- 小圃六一
- 小圃千浦
- 岡倉天心